# Abdul Tetteh
Abdul Aziz Tetteh (Dansoman, 25 maggio 1990) è un ex calciatore ghanese, di ruolo centrocampista.

## Caratteristiche tecniche
È un mediano.

## Carriera

### Club
Comprato dalla Liberty Professionals ghanese, Tetteh arriva a Udine nel 2008: in quattro anni i friulani gli fanno girare l'intera Spagna, prima di svincolarlo nell'estate del 2012. Trasferitosi in Grecia, viene acquistato per 24600 € dal Platanias, squadra di prima divisione greca.

### Nazionale
Ha giocato nella nazionale ghanese Under-20.

## Palmarès

### Club

#### Competizioni nazionali
- Supercoppa di Polonia: 2

Lech Poznań: 2015, 2016